# Sailfish OS
Sailfish OS — операционная система, основанная на проектах с открытым исходным кодом и включающая компоненты с закрытым исходным кодом. Sailfish OS развивается с 2012 года финской компанией Jolla.
Android-приложения в Sailfish OS могут устанавливать только владельцы официальных устройств. Владельцы устройств с кастомными прошивками (Nexus 4, Moto G, ZTE V811, Xiaomi Redmi 4X и другие) не могут устанавливать приложения Android и имеют доступ только к официальному магазину приложений и репозиторию «WareHouse». Это связано с тем, что в этих прошивках отсутствует Dalvik.
Операционная система основывается на Mer и на фреймворке Qt.
Пользовательский интерфейс формируется на QML и управляется Wayland.
Для взаимодействия с сенсорами поддерживаются стандартные API Qt.
Российская операционная система для смартфонов Аврора представляет собой форк Sailfish OS.

## Описание
Является развитием проектов Maemo, MeeGo и Mer.
Особенности Sailfish OS:
- Многие приложения для Android могут работать под Sailfish OS благодаря Alien Dalvik.
- SDK основан на Qt и обладает всеми его инструментами: редактор кода, дизайнер, отладчик.
- Приложения создаются на QML c использованием QtQuick и компонентов библиотеки Silica от Jolla, есть поддержка Python.

Особенности Sailfish OS 2.0:
- Поддержка архитектуры Intel (включая процессор Atom x3).
- Расширенная совместимость с приложениями для платформы Android.
- Переработанный интерфейс.
- Обновлённая система уведомлений.

## История развития
21—22 ноября 2012 года в Хельсинки на мероприятии Slush состоялась первая публичная презентация операционной системы для смартфонов финской фирмы Jolla.
20 мая 2013 состоялась презентация первого смартфона фирмы Jolla на основе операционной системы Sailfish.
В марте 2018 года Ростелеком приобрел 75 % акции компании «Открытая мобильная платформа», а в мае 2018 министр связи РФ Николай Никифоров заявил о том, что сделка завершена и создан коммерческий форк операционной системы Sailfish под брендом Аврора ОС, который официально считается российским. Планируется, что с 2019 по 2021 годы на смартфоны с ОС Аврора от «Ростелекома» должны перейти 7,9 млн сотрудников госорганов, бюджетных учреждений и компаний с госучастием, что обойдется в 160 млрд рублей.
4 апреля 2019 было объявлено об объединении Sailfish OS с открытым проектом Mer.
| Версия    | Дата релиза                    | Название                                                      |
| --------- | ------------------------------ | ------------------------------------------------------------- |
| 1.0.0.5   | 27 ноября 2013                 | Kaajanlampi                                                   |
| 1.0.1.10  | 9 декабря 2013                 | Обновление 1 — Laadunjärvi                                    |
| 1.0.1.12  | 16 декабря 2013                | Обновление 1 — Laadunjärvi                                    |
| 1.0.2.5   | 27 декабря 2013                | Обновление 2 — Maadajävri                                     |
| 1.0.3.8   | 31 января 2014                 | Обновление 3 — Naamankajärvi                                  |
| 1.0.4.20  | 17 марта 2014                  | Обновление 4 — Ohijärvi                                       |
| 1.0.5.16  | 11 апреля 2014                 | Обновление 5 — Paarlampi                                      |
| 1.0.5.19  | 24 апреля 2014                 | Обновление 5 — Paarlampi                                      |
| 1.0.6.x   | —                              | Обновление 6 (Raatejärvi) интегрировано в обновление 7        |
| 1.0.7.16  | 9 июня 2014                    | Обновление 7 — Saapunki                                       |
| 1.0.8.19  | 14 июля 2014                   | Обновление 8 — Tahkalampi                                     |
| 1.0.8.21  | 6 октября 2014                 | Обновление 8 — Tahkalampi                                     |
| 1.1.0.38  | 23 октября 2014                | Обновление 9 — Uitukka                                        |
| 1.1.0.39  | 24 октября 2014                | Обновление 9 — Uitukka                                        |
| 1.1.1.26  | 18 декабря 2014                | Обновление 10 — Vaarainjärvi                                  |
| 1.1.1.27  | 19 декабря 2014                | Обновление 10 — Vaarainjärvi                                  |
| 1.1.2.15  | 19 февраля 2015                | Обновление 11 — Yliaavanlampi                                 |
| 1.1.2.16  | 25 февраля 2015                | Обновление 11 — Yliaavanlampi                                 |
| 1.1.3.x   | —                              | Обновление 12 (Åkanttrasket) интегрировано в обновление 13    |
| 1.1.4.28  | 15 апреля 2015                 | Обновление 13 — Äijänpäivänjärvi                              |
| 1.1.4.29  | 4 мая 2015                     | Обновление 13 — Äijänpäivänjärvi                              |
| 1.1.5.x   | —                              | Обновление 14 (Österviken), брошено на стадии релиз-кандидата |
| 1.1.6.27  | 8 июня 2015                    | Обновление 15 — Aaslakkajärvi                                 |
| 1.1.7.24  | 15 июля 2015                   | Обновление 16 — Björnträsket                                  |
| 1.1.7.28  | 31 августа 2015                | Обновление 16 — Björnträsket                                  |
| 1.1.9.28  | 24 сентября 2015               | Обновление 17 — Eineheminlampi                                |
| 1.1.9.30  | 22 октября 2015                | Обновление 17 — Eineheminlampi                                |
| 2.0.0.10  | 3 ноября 2015                  | Обновление 18 — Saimaa                                        |
| 2.0.1.7   | 19 января 2016 (ранний доступ) | Обновление 19 − Taalojärvi                                    |
| 2.0.1.11  | 9 мая 2016                     | Обновление 19 − Taalojärvi                                    |
| 2.0.2.390 | —                              | Версия ОС для Intex Aqua Fish, замеченная на MWC’16           |
| 2.0.2.43  | 28 июля 2016                   | Обновление 20 — Aurajoki                                      |
| 2.0.2.45  | 31 августа 2016                | Обновление 20 — Aurajoki                                      |
| 2.0.2.51  | 7 сентября 2016                | Обновление 20 — Aurajoki                                      |
| 2.0.3.11  | —                              | Espoonjoki (Версия ОС для Turing Phone)                       |
| 2.0.3.14  | —                              | Espoonjoki (Версия ОС для Turing Phone)                       |
| 2.0.4.14  | 24 октября 2016                | Fiskarsinjoki                                                 |
| 2.0.5.6   | 30 ноября 2016                 | Haapajoki                                                     |
| 2.1.0.9   | 8 февраля 2017                 | Обновление 24 — Iijoki                                        |
| 2.1.0.10  | 23 марта 2017                  | Обновление 24 — Iijoki                                        |
| 2.1.0.11  | 3 апреля 2017                  | Обновление 24 — Iijoki                                        |
| 2.1.1.11  | 9 мая 2017                     | Jämsänjoki — Тестовые версии ветки 2.1.1                      |
| 2.1.1.23  | 24 июля 2017                   | Jämsänjoki — Тестовые версии ветки 2.1.1                      |
| 2.1.1.24  | 28 июля 2017                   | Jämsänjoki — Тестовые версии ветки 2.1.1                      |
| 2.1.1.26  | 24 августа 2017                | Jämsänjoki — Тестовые версии ветки 2.1.1                      |
| 2.1.2.3   | 2 октября 2017                 | Kiiminkijoki                                                  |
| 2.1.3.1   | 4 октября 2017                 | Kymijoki                                                      |
| 2.1.3.3   | 6 октября 2017                 | Kymijoki                                                      |
| 2.1.3.5   | 11 октября 2017                | Kymijoki                                                      |
| 2.1.3.7   | 31 октября 2017                | Kymijoki                                                      |
| 2.1.4.13  | 20 февраля 2018                | Lapuanjoki                                                    |
| 2.1.4.14  | 28 февраля 2018                | Lapuanjoki                                                    |
| 2.2.0.29  | 31 марта 2018                  | Mouhijoki                                                     |
| 2.2.0.29  | 7 июня 2018                    | Mouhijoki                                                     |
| 2.2.1.18  | 4 сентября 2018                | Nurmonjoki                                                    |
| 2.2.1.18  | 12 сентября 2018               | Nurmonjoki                                                    |
| 3.0.0.5   | 31 октября 2018                | Lemmenjoki                                                    |
| 3.0.0.8   | 11 ноября 2018                 | Lemmenjoki                                                    |
| 3.0.1.11  | 7 января 2019                  | Sipoonkorpi                                                   |
| 3.0.1.11  | 16 января 2019                 | Sipoonkorpi                                                   |
| 3.0.1.14  | 31 января 2019                 | Sipoonkorpi                                                   |
| 3.0.2.8   | 18 марта 2019                  | Oulanka                                                       |
| 3.0.2.8   | 25 марта 2019                  | Oulanka                                                       |
| 3.0.3.8   | 24 апреля 2019                 | Hossa                                                         |
| 3.0.3.9   | 07 мая 2019                    | Hossa                                                         |
| 3.0.3.10  | 29 мая 2019                    | Hossa                                                         |
| 3.1.0.11  | 18 июля 2019                   | Seitseminen                                                   |
| 3.2.0     | 5 ноября 2019                  | Torronsuo                                                     |
| 3.2.1     | 20 декабря 2019                | Nuuksio                                                       |
| 3.3.0     | 28 апреля 2020                 | Rokua                                                         |
| 3.4.0     | 13 октября 2020                | Pallas-Yllästunturi                                           |
| v4.0.1    | 3 февраля 2021                 | Koli                                                          |
| v4.1.0    | 10 мая 2021                    | Kvarken                                                       |
| v4.2.0    | 25 августа 2021                | Verla                                                         |
| v4.3.0    | 28 октября 2021                | Suomenlinna                                                   |
| v4.4.0    | 15 марта 2022                  | Vanha Rauma                                                   |
| v4.5.0    | 2 февраля 2023                 | Struven Ketju                                                 |

## Устройства на ОС Sailfish

### Устройства от Jolla
20 мая 2013 года компания Jolla представила одноимённый смартфон на OS Sailfish с 4,5-дюймовым экраном «Estrade», двухъядерным процессором, 8-мегапиксельной камерой, 16 ГБ встроенной памяти, слотом для карт microSD, поддержкой сетей 4G и съёмным аккумулятором. Для смартфона есть четыре официальных варианта сменных задних панелей The Other Half: бирюзовая, белая, красная и чёрная. Jolla Phone поступил в розничную продажу 11 декабря 2013 года в Финляндии.
19 ноября 2014 Jolla анонсировали Jolla Tablet — второе устройство от Jolla и первый в мире краудсорсинговый планшет. На платформе IndieGoGo, где Jolla начали собирать средства, менее чем за 24 часа набралось 249 % сверх суммы. На выставке Mobile World Congress 2015 Jolla Tablet получил награду «Лучший планшет выставки» от TrustedReviews.
27 февраля 2017 г. на Mobile World Congress, который проходил в Барселоне, презентовали новую операционную систему от финской компании-разработчика Jolla на смартфоне Sony Xperia X.

### Лицензированные устройства других производителей
- INOI[38]: T8/T10, R7[39]
- Sony Xperia X
- Sony Xperia XA2
- Intex Aqua Fish
- Ермак ОМП[40]
- Ermak 50
- Jala Accione

### Адаптация Sailfish
ОС Sailfish адаптирована сообществом для многих популярных устройств, некоторые из которых указаны ниже.
- Acer Iconia Tab W500[42]
- Acer T231H[англ.] (ноутбук)[43]
- ExoPC[англ.][44]
- Fairphone 2[англ.][45]
- Google Nexus One[46]
- Google Nexus 4[47][48]
- Google Nexus 5[англ.][49][50]
- Google Nexus 7[51][52]
- HP Mini[53]
- HP Touchpad[англ.][54]
- HTC Desire HD[55][56]
- HTC Desire Z[57]
- Moto X (2nd generation)[англ.]
- Motorola Moto X Force[англ.][58]
- Motorola Moto Z Play[англ.][59]
- Motorola Moto X Play[англ.][60]
- Motorola Moto G 1st generation[англ.][61]
- Motorola Moto G 2nd generation[англ.][62]
- Motorola Photon Q[англ.][63]
- Motorola Droid 4 XT894[англ.][64]
- Nokia N950 and Nokia N9 –  во время нескольких презентаций от  Jolla
- Nokia N9 –  неофициальный порт от сообщества[65]
- O2 Joggler[англ.][66]
- OnePlus One[67][68]
- OnePlus 2[69]
- OnePlus 3 and 3T[англ.][70]
- OnePlus X[англ.][71]
- Oppo Find 5[англ.][72]
- PackardBell Butterfly Touch[53]
- Raspberry Pi 2 – [73][74]
- PuzzlePhone[англ.][75]
- Samsung Galaxy S3[76][77]
- Samsung Galaxy Nexus[78][79][80]
- Samsung Galaxy Tab 2 10.1[источник не указан 2523 дня]
- Sony Ericsson Xperia Pro codename Iyokan[81]
- Sony Xperia SP[англ.][82]
- Xiaomi Mi 2[76]
- Xiaomi Mi 3 and Mi 4[83]
- Xiaomi Redmi 1S[англ.][84]
- Xiaomi Redmi 2[англ.][85]
- Xiaomi Redmi Note 3[англ.][76]
- Xiaomi Redmi 4X[86]
- Xiaomi Redmi Note 4[англ.][87]
- Xiaomi Redmi Note 7[88]
- Sony Xperia X Compact[англ.]
- Sony Xperia XZ3[англ.]
- Xiaomi Redmi 5 Plus[англ.][89]
- ZTE Open C[англ.]
  - Разновидности ZTE Open C:
    - ZTE Kis III (Kis 3)
    - ZTE V811
    - ZTE V811W (без поддержки мобильной сети)
    - ZTE Blade M (без поддержки мобильной сети)
    - Beeline Smart2
    - Moche Smart A16 (MEO)
    - Optus Hop Smart
    - Skinny V811

## Лицензирование Sailfish

### Для разработчиков ПО
Sailfish Mobile OS RUS — разрабатываемая операционная система для смартфонов. Проект основывается на компонентах Sailfish OS.
Разработкой занимается созданная в апреле 2016 года компания «Открытая мобильная платформа» (ОМП) — компания, зарегистрированная в городе Иннополисе (Татарстан) и учреждённая созданной в марте 2016 года компанией ООО «Открытая мобильная платформа — центр разработки» (Москва). Собственник компании ОМП — ООО «Вотрон» (Григорий Берёзкин, Михаил Верозуб), компании ОМП-ЦР — Ольга Берёзкина, Владимир Верозуб. Генеральный директор обеих компаний — Павел Эйгес.
18 февраля 2015 года экспертному совету по ИТ Минкомсвязи РФ была представлена Sailfish OS. 15 мая 2015 прошла рабочая встреча с Sailfish Holding. 20 мая 2015 года председатель совета директоров Jolla Анти Сарнио сообщил, что работ по созданию другой ОС не ведётся, а проводится локализация и интеграция с локальными сервисами, такими как магазин «Яндекса».
В июне 2015 года консорциум компаний Jolla, энергохолдинг ЕСН, софтверная компания ЗАО ЭСК и Яндекс с проектом «Мобильная платформа с российскими сервисами и независимой ОС» выиграли конкурс Минкомсвязи РФ по импортозамещению мобильной ОС. Вторым участником конкурса был НИИ СОКБ с ОС Tizen.
3 июня 2016 Аврора включена в Единый реестр российских программ. В операционную систему встроены средства криптографической защиты информации, поддерживающие российские ГОСТ 28147-89, ГОСТ Р 34.12-2015, ГОСТ Р 34.13-2015, и поддержка разных криптопровайдеров. ФСБ России сертифицировало вариант ОС, обозначенный как «Защищенная мобильная операционная система общего назначения на базе Sailfish Mobile OS RUS».
11 мая 2016 года Jolla Ltd. подтвердила лицензирование Sailfish OS для компании ОМП.
На сайте компании ОМП представлены смартфоны на мобильной ОС Аврора, которые были или будут доступны официально на рынке РФ.
Среди них: 
- Планшеты: Aquarius CMP NS220 v5.2, БайтЭрг МВК-2020, Aquarius Cmp NS208, F+ Life Tab Plus и Aquarius CMP NS220
- Смартфоны: Qtech QMP-M1-N, Qtech QMP-M1-N IP68, Масштаб TrustPhone Т1 и F+ R570
- КПК: Aquarius NS M11 и M12.

Также сообщалось, что YotaPhone с Sailfish был представлен Николаю Никифорову в мае 2015 года.
В ноябре 2017 на Yandex Market присутствует модель Inoi R7 ценой 11 990 рублей.
В июне 2018 года компания НОРБИТ из группы компаний ЛАНИТ и Открытая мобильная платформа (ОМП) объявили о совместном создании корпоративных приложений. НОРБИТ уже работает с Почтой России над проектом по приему платежей на дому с помощью Sailfish-смартфонов.
В июле 2018 года ИТ-компания «Диджитал Дизайн» выпустила первое корпоративное приложение для работы коллегиальных органов («Информационную систему коллегиальных органов "Ареопад"») под Sailfish Mobile OS RUS.

### Для производителей устройств
Первой о лицензировании Sailfish заявила индийская компания Intex Technologies, чей смартфон Aqua Fish, работающий под управлением Sailfish OS, вышел 20 июля 2016 в Индии по цене в 5499 индийских рупий.
Также на выставке Mobile World Congress 2016 стали известны новые партнёры Jolla — южноафриканская mi-Fone и нидерландская Fairphone.
В начале февраля 2016 года Turing Robotic Industries объявила, что смартфон Turing Phone будет использовать Sailfish OS 2.0 вместо запланированной изначально ОС Android 5.0.